# 劉易斯·庫馬斯
劉易斯·庫馬斯（英語：Lewis Koumas，2005年9月19日—），是一名威爾斯職業足球員。目前效力於英格蘭足球冠軍聯賽球隊史篤城 (英超球隊利物浦外借)。

## 榮譽
利物浦
- 英格蘭足球聯賽盃冠軍 : 2023–24[3]